# Röntgenspektroskopie
Röntgenspektroskopie (XRS für engl. X-Ray Spectroscopy) oder Röntgenspektralanalyse ist ein Teilgebiet der Spektroskopie, das sich mit der Wechselwirkung von Röntgenstrahlung und materiellen Systemen beschäftigt. Sie dient hauptsächlich dem qualitativen und quantitativen Nachweis von chemischen Elementen.

## Methoden
Die verschiedenen Messverfahren lassen sich unterteilen in:
- Röntgenabsorptionsspektroskopie (XAS)
- Röntgenemissionsspektroskopie (XES)
- Photoelektronenspektroskopie (XPS)
- Röntgenfluoreszenzanalyse (XRF)
- Energiedispersive Röntgenspektroskopie (EDX)
- Wellenlängendispersive Röntgenspektroskopie (WDX)
- Partikelinduzierte Röntgenspektroskopie (PIXE).

Grob lässt sich der Röntgenstrahlungs-Teil des elektromagnetischen Spektrums weiter einteilen in:
- die harte Röntgenstrahlung (über ca. 10 keV)
- die weiche Röntgenstrahlung (unter ca. 10 keV).